# Kotlina Kłodzka

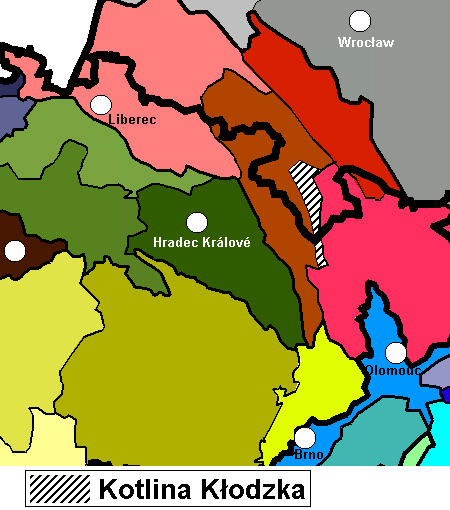
Kotlina Kłodzka w obrębie regionalizacji fizycznogeograficznej Polski i Czech (podział na mezoregiony do 2018).

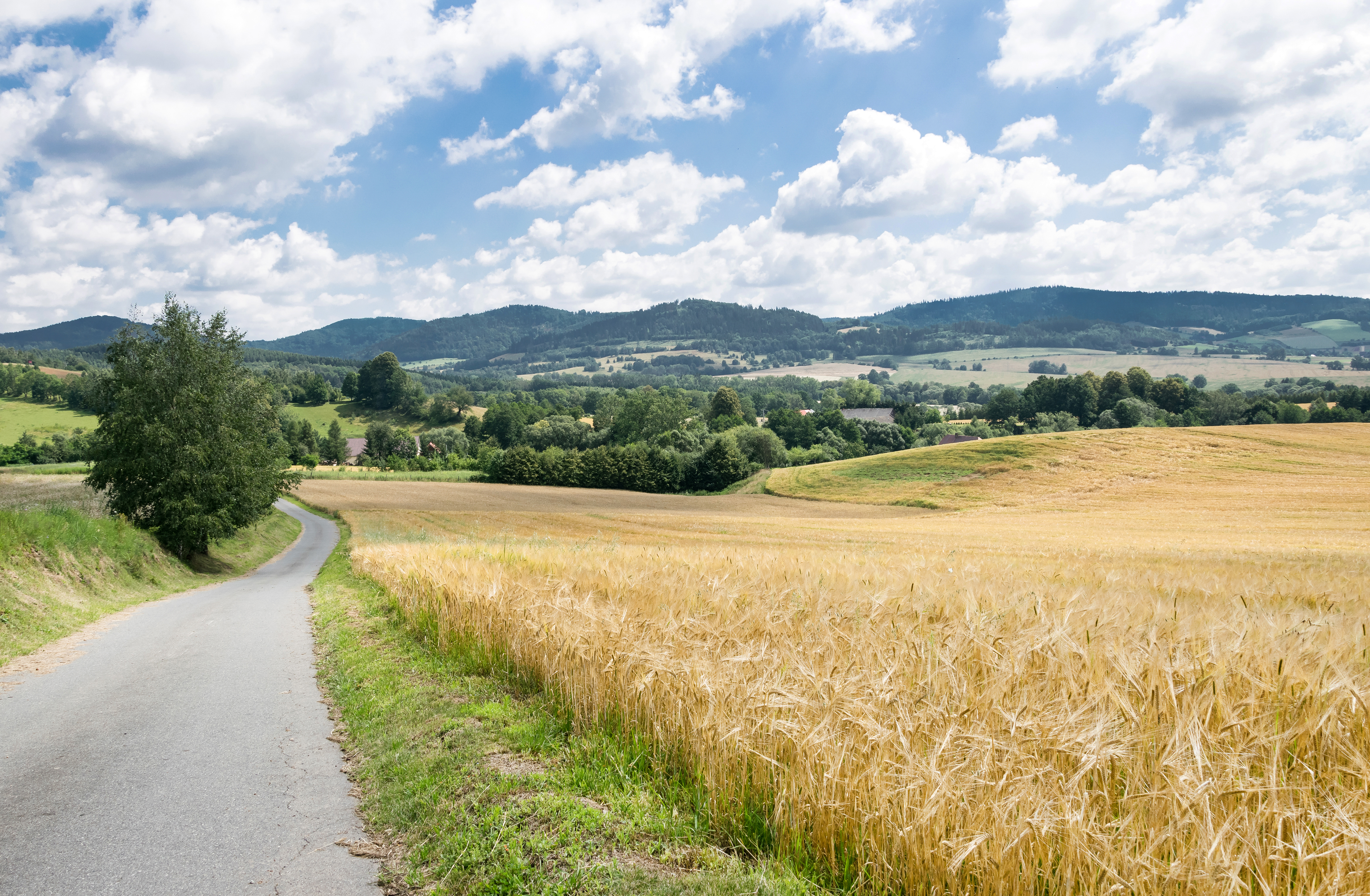
Wzgórza Rogówki, na wschód od Kotliny Kłodzkiej.

Kotlina Kłodzka (cz. Kladská kotlina, niem. Glatzer Kessel) (332.54) – kraina geograficzna w Sudetach. Jest to kotlina w Sudetach Środkowych otoczona przez Góry Bardzkie, Wzgórza Włodzickie, Wzgórza Ścinawskie, Góry Stołowe, Góry Bystrzyckie, Góry Złote i Masyw Śnieżnika i wraz z nimi tworzy krainę historyczną zwaną ziemią kłodzką. Głównym miastem jest Kłodzko.

## Błędne nazewnictwo
Kotlina Kłodzka jest odwiedzana przez turystów jadących do uzdrowisk takich jak Polanica-Zdrój, Duszniki-Zdrój, Kudowa-Zdrój czy Lądek-Zdrój, położonych poza Kotliną Kłodzką, w dolinach rzek u podnóża otaczających ją gór. Stąd potocznie pojęcie Kotlina Kłodzka często jest błędnie rozciągane na całą ziemię kłodzką.

## Podział na mikroregiony
Do 2018 przyjmowano, że w skład Kotliny Kłodzkiej wchodzą następujące mikroregiony:
- właściwa Kotlina Kłodzka,
- Wzgórza Rogówki,
- Rów Górnej Nysy, z tego:
  - Wysoczyzna Łomnicy,
  - Obniżenie Bystrzycy Kłodzkiej,
  - Wysoczyzna Idzikowa,
  - Wysoczyzna Międzylesia[1].

W 2018 opublikowano nowy podział regionów geograficznych, zgodnie z którym Kotlina Kłodzka stanowi oddzielny mezoregion, niedzielący się na mikroregiony. Wcześniej należące do Kotliny Kłodzkiej mikroregiony: Wzgórza Rogówki zostały włączone do mezoregionu Góry Złote, natomiast Rów Górnej Nysy wydzielono jako odrębny mezoregion.

## Budowa geologiczna
Pod względem geologicznym obejmuje fragmenty następujących jednostek: metamorfiku kłodzkiego, struktury bardzkiej, masywu kłodzko-złotostockiego, niecki śródsudeckiej i rowu Górnej Nysy. Podłoże zbudowane ze skał metamorficznych oraz magmowych wieku paleozoicznego oraz częściowo z piaskowców permskich i górnokredowych, jest przykryte kenozoicznymi piaskami, żwirami, iłami, glinami oraz lessami.

## Rzeźba terenu
Rzeźba terenu jest zróżnicowana. Centrum Kotliny oraz część południową i zachodnią tworzy wysoczyzna z niewielkimi wzgórzami Forteczna Góra w Kłodzku, Czerwoniak wraz z głęboko wciętymi dolinami rzek – Nysy Kłodzkiej, Białej Lądeckiej i Ścinawki. Na wschodzie wznosi się niewysokie, zalesione pasmo Wzgórz Rogówki o charakterze górskim.

## Wody
Przez środek Kotliny przepływa Nysa Kłodzka, do której powyżej Kłodzka wpada Biała Lądecka i Bystrzyca Dusznicka, a poniżej Ścinawka.

## Miejscowości
W obrębie Kotliny Kłodzkiej położone są następujące miejscowości lub ich części (w podziale na mikroregiony):
- Kłodzko, Boguszyn, Chocieszów, Jaszkowa Dolna, Kamieniec, Korytów, Krosnowice, Książek, Ławica, Marcinów, Mikowice, Niwa, Piszkowice, Roszyce, Stary Wielisław, Szalejów Dolny, Szalejów Górny, Wolany, Gołogłowy, Bierkowice.